# Psittacanthus plagiophyllus
Psittacanthus plagiophyllus är en tvåhjärtbladig växtart som beskrevs av August Wilhelm Eichler. Psittacanthus plagiophyllus ingår i släktet Psittacanthus och familjen Loranthaceae. Inga underarter finns listade i Catalogue of Life.